# The MGA Sessions
The MGA Sessions è il primo album in studio della cantante irlandese Siobhan Fahey, pubblicato nel 2015.

## Descrizione
The MGA Sessions è stato concepito nel 1993 come un progetto congiunto tra la Fahey e la regista di videoclip Sophie Muller, da utilizzare quale colonna sonora "da adattare alla sceneggiatura" del film MGA scritto e diretto dalle due. Il film, ad ogni modo, non è mai stato realizzato per ragioni sconosciute. Nel 1998 Was It Something That I Said è stato pubblicato come allegato alla rivista The Passion, accreditato come "MGA interpretato da Siobhan Fahey".
The MGA Sessions viene alla fine pubblicato dall'etichetta della cantante irlandese SF Records nel 2005 in formato CD e distribuito esclusivamente attraverso il sito di Siobhan Fahey, all'interno di una custodia di cartoncino con artwork di Robert Ryan, cugino della cantante. Ryan aveva precedentemente disegnato anche la copertina dell'album degli Erasure Nightbird, pubblicato nel 2004.
Nel 2011, con successiva ristampa nel 2012, è stata pubblicata, sempre dalla SF Records, una nuova edizione del CD con l'aggiunta di tre tracce, per un totale di 16. Questa versione è stata distribuita esclusivamente su Amazon e HMV. Questa ristampa coincide con le ristampe degli album delle Shakespears Sister #3, Cosmic Dancer e Remixes.

## Tracce
CD 2005
Testi e musiche di Siobhan Fahey, Sophie Muller.
1. Was It Something I Said? – 4:53
2. The Possibilities Are Endless – 6:09
3. The Darling Symphony – 4:44
4. After All – 3:29
5. When Will You Be Home? – 3:11
6. A Christmas Number One – 3:17
7. The Older Sister (Demo) – 2:15
8. What's It Like To Be So Wonderful? – 2:49
9. The Suppressed Trilogy – 10:31
10. The Attic Song – 3:51
11. Guilt Edged – 5:04
12. Where's The Party? – 7:16
13. Suddenly (Demo) – 4:13

Durata totale: 61:42
CD 2011
Testi e musiche di Siobhan Fahey, Sophie Muller.
1. Was It Something I Said? – 4:53
2. The Possibilities Are Endless – 6:09
3. The Darling Symphony – 4:44
4. After All – 3:29
5. When Will You Be Home? – 3:11
6. A Christmas Number One – 3:17
7. The Older Sister (Demo) – 2:15
8. What's It Like To Be So Wonderful? – 2:49
9. The Suppressed Trilogy – 10:31
10. The Attic Song – 3:51
11. Guilt Edged – 5:04
12. Where's The Party? – 7:16
13. Suddenly (Demo) – 4:13
14. Was It Something I Said (Alternate Version) – 4:44
15. A Christmas Number One (Alternate Version) – 3:45
16. Commentary – 2:24

Durata totale: 72:35

## Crediti
- Siobhan Fahey - voce, produzione
- Anthony Mark Walton - produzione, registrazione
- Anthony Mark Hemingway - artwork
- Sophie Muller - fotografia